# Азійські котячі акули
Азійські котячі акули (Hemiscyllidae) — родина акул ряду воббегонгоподібні. Має 2 роди та 17 видів. Інші назви «бамбукові акули», «губаті акули».

## Опис
Загальна довжина представників цієї родини коливається від 50 до 121 см. Голова товста, морда коротка, загострюється на кінці. Присутні 5 зябрових щілин. Навколо пащі присутні короткі «котячі» вусики (звідси походить їх назва). Тулуб видовжений, циліндричний, стрункий та кремезний. Мають 2 м'яких спинних плавця. Грудні плавці тонкі. Анальні плавці невеликі, округлі. Відмінною рисою азійських котячих акул є довгий, слаборозвинений і вузький хвостовий плавець, а грудні плавці, навпаки, розвинені дуже добре. Забарвлення сірувате або оливкове з кольоровим малюнком чи плямами.

## Спосіб життя
Це бентофаги, ведуть донний спосіб життя. Доволі мляві, спокійні риби, тривалий час перебувають лежачі на дні. Використовують грудні й черевні плавці як опори під час денного відпочинку й навіть пересування дном. Живляться дрібними рибами та донними безхребетними.
Це яйцеживородні акули.
Часто тримають в акваріумах. Не становить загрози людині, невибагливі, безпечні, іноді навіть їдять з рук.

## Розповсюдження
Мешкають від Сейшельських островів, узбережжя Пакистану та Індії до Індокитаю, Філіппін, Австралії та на північ до Японії.

## Роди
- Chiloscyllium J. P. Müller, 1837
- Hemiscyllium J. P. Müller & Henle, 1837